# Deutscher Schulschiff-Verein
Am 12. Januar 1900 wurde der Deutsche Schulschiff-Verein in Berlin gegründet mit dem Ziel, seemännischen Nachwuchs für die deutsche Handelsschifffahrt auszubilden.

## Geschichte

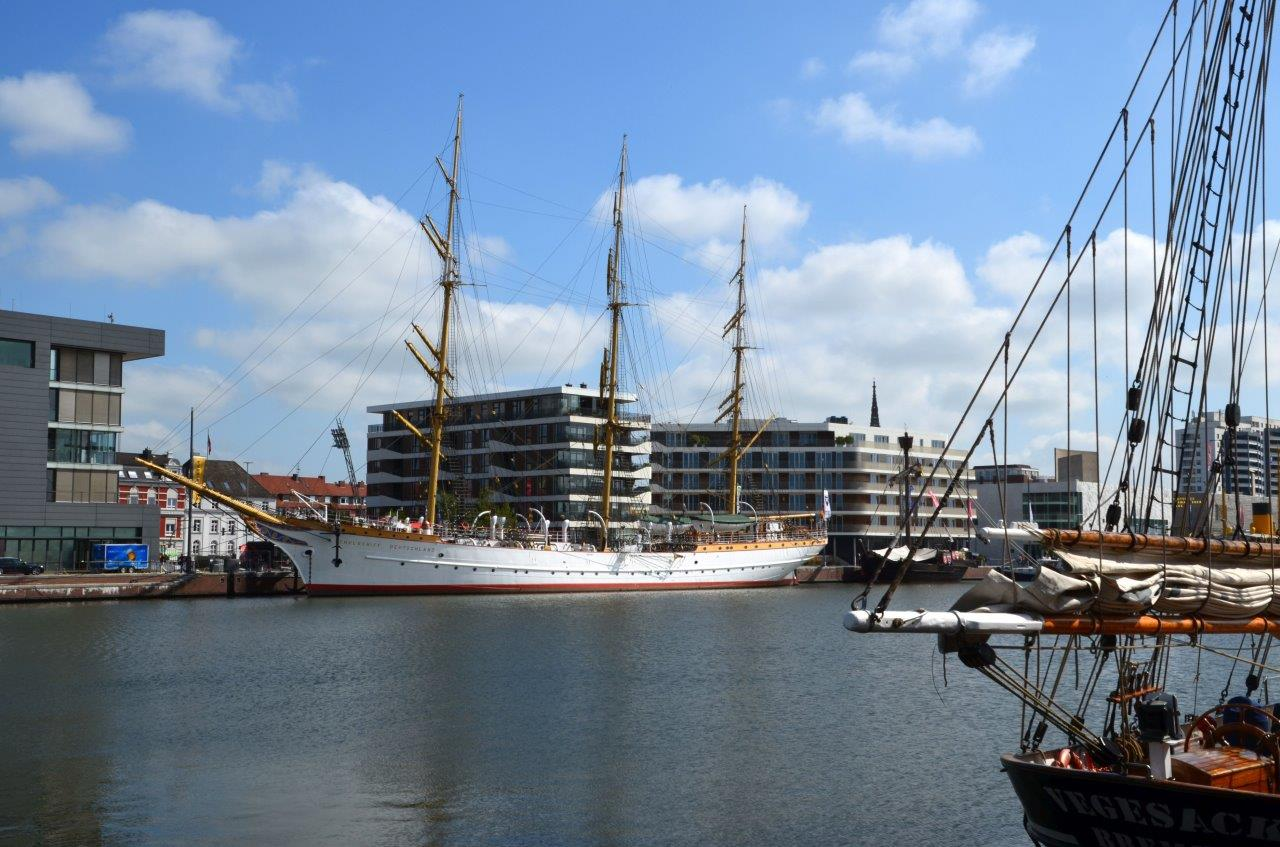
Schulschiff Deutschland in Bremerhaven

Zuvor hatte bereits der Norddeutsche Lloyd (NDL) das Segelschulschiff Herzogin Sophie Charlotte in Fahrt gebracht. Der Verein wurde im März 1900 in das Vereinsregister in Oldenburg eingetragen. Großherzog Friedrich August von Oldenburg engagierte sich als Schirmherr und der deutsche Kaiser Wilhelm II. spendete 5000 Mark als Unterstützung. Über 200 bedeutende Vertreter aus Reederkreisen, Politik und Handel unterstützten die Gründung und wurden Mitglied.
Vorsitzender des Vereins wurde Siegfried Graf von Roedern, der auch der Vorsitzende des Verbandes Deutscher Reeder war. Zum zweiten geschäftsführenden Vorsitzenden wurde der Direktor der Seefahrtsschule Bremen, Professor Dr. Carl Schilling gewählt, der in der Folgezeit die Ausbildung auf Segelschulschiffen vorantrieb.

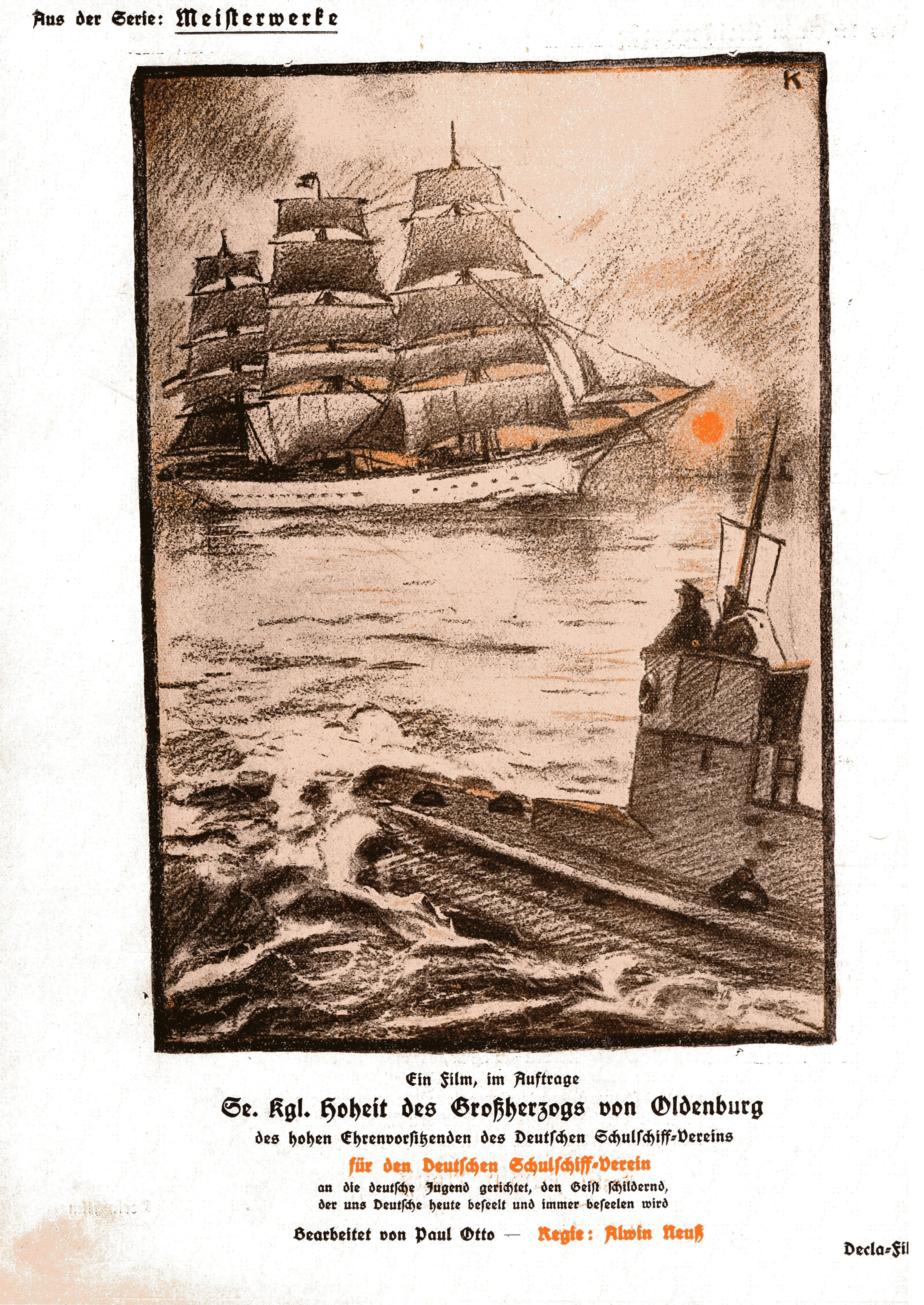
Werbeanzeige für den Spielfilm Zwei blaue Jungen, Deutschland 1917

1917 wurde im Auftrag des Vereins der Spielfilm Zwei blaue Jungen produziert, der teilweise an Bord des Schulschiffs Großherzog Friedrich August gedreht wurde.
Obwohl der Hafen zu klein war, wurde Oldenburg offiziell Heimathafen der Schiffe, als Liegehafen wurde Elsfleth genutzt. Der Ausbildungsbeitrag, den die Eltern der auszubildenden Schiffsjungen zu zahlen hatten, betrug 250 Mark.
Das letzte Schiff des Vereins, die Schulschiff Deutschland, wurde bis Juli 2001 als Internatswohnschiff für Auszubildende genutzt, die den Beruf des Schiffsmechanikers in der deutschen Seeschifffahrt anstrebten. Heute dient das Schiff, noch immer im Besitz des Deutschen Schulschiff-Vereins, als touristische Attraktion und wird als Restaurant und als Hotel für Tagungen, Feste, Hochzeiten und Taufen genutzt.
Der derzeitige Vorsitzende des Vereins ist seit April 2024 Michael Hödt.

## Schiffe

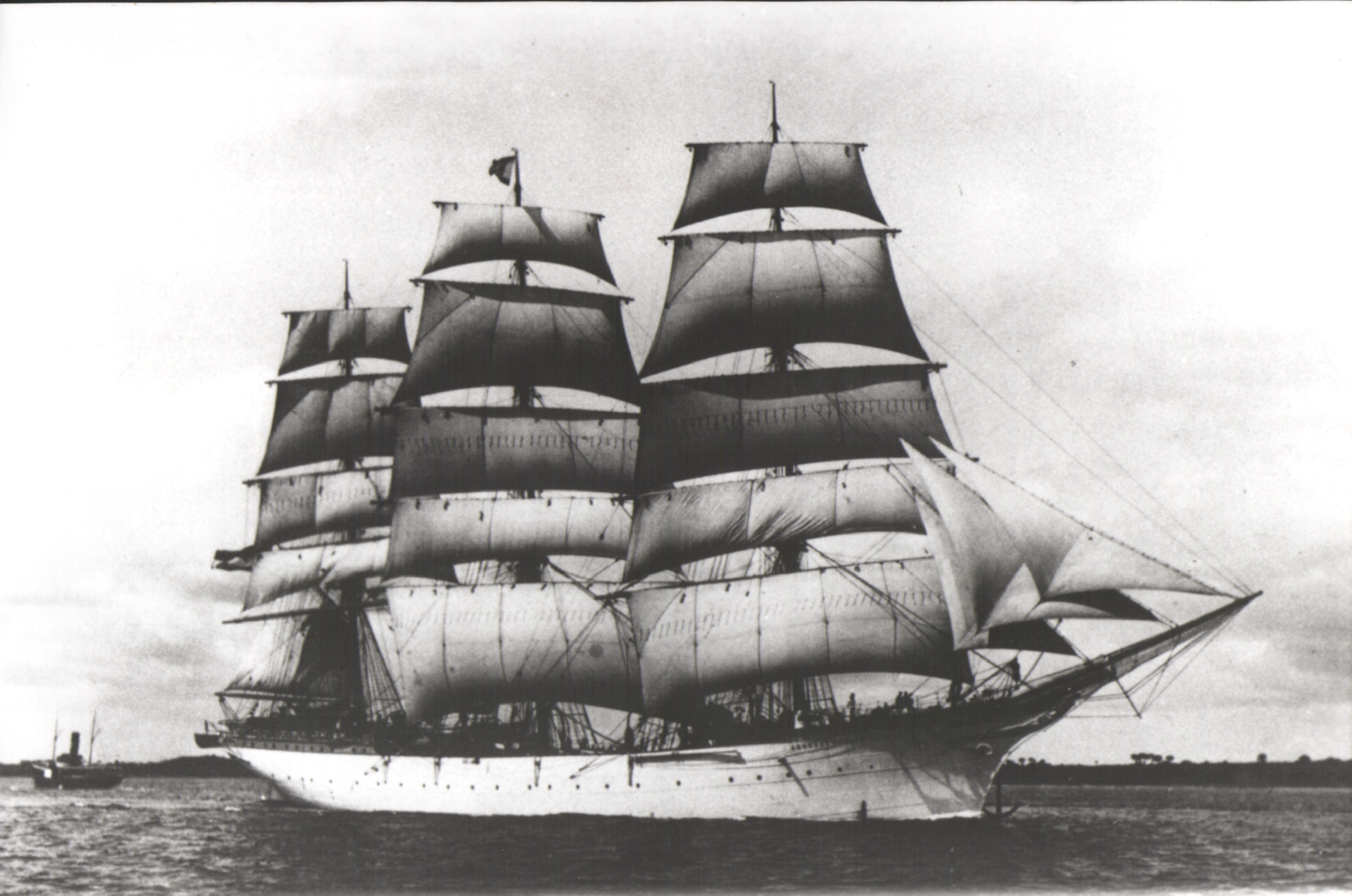
Die Großherzogin Elisabeth 1913, alle Segel gesetzt

- Vollschiff Großherzogin Elisabeth (heute Duchesse Anne), 1901–1932
- Vollschiff Prinzess Eitel Friedrich (heute Dar Pomorza), 1910–1920
- Bark Großherzog Friedrich August (heute Statsraad Lehmkuhl), 1914–1919
- Bark Schulschiff Pommern, 1928–1928
- Vollschiff Schulschiff Deutschland, 1927–1944, 1952–2002
- Gaffel-Ketsch Seute Deern, 1963–1970